# Istruzione in Camerun

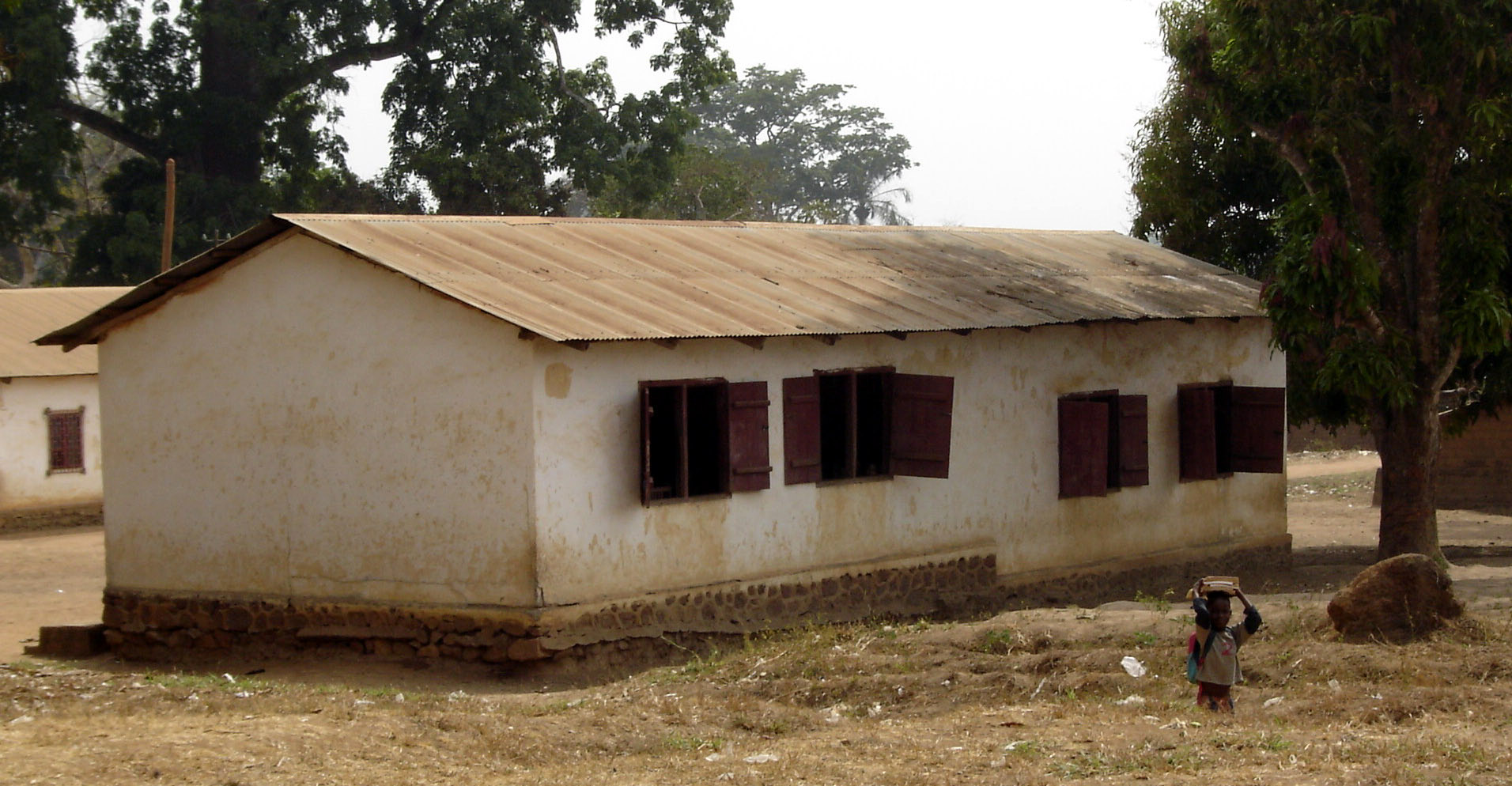
Scuola a Bankim, in Camerun

L'Istruzione in Camerun è in gran misura modellata su quella delle potenze coloniali che dominarono sul suo territorio. Dopo la prima guerra mondiale, i francesi occuparono l'80% del territorio e gli inglesi il 20%. Dopo la seconda guerra mondiale fu concesso l'autogoverno e nel 1972 fu costituita una repubblica unitaria tra il Camerun orientale e quello occidentale. Fino al 1976 esistevano due sistemi educativi separati, quello francese e quello inglese, che non erano insieme. La lingua francese è ora considerata quella principale di insegnamento. Le lingue locali generalmente non vengono insegnate perché ce ne sono troppe e la scelta tra di esse risulterebbe difficile.
Le scuole missionarie cristiane hanno svolto un ruolo significativo nell'istruzione dei bambini. La scuola primaria è gratuita dal 2000, ma è poco rinnovata, sovraffollata e i genitori devono pagare tutte le spese. Uno studio governativo del 2004 ha rilevato che le scuole elementari avevano posti sufficienti solo per 1,8 milioni di studenti, con una frequenza di 2,9 milioni. Ci sono meno ragazze che ragazzi, soprattutto a causa di fattori quali matrimoni precoci, gravidanze e pregiudizi tradizionali. Su questa base, il governo camerunese ha lanciato un programma di costruzione e rinnovamento, ma con scarso successo, poiché la corruzione è ancora un problema e gli edifici non sono ristrutturati. La maggior parte delle scuole dispone di servizi igienici funzionanti, accesso a un rubinetto dell’acqua o tavoli e panche sufficienti per gli studenti. Gli insegnanti sono altamente qualificati e molto motivati. Le scuole secondarie sono costose e ci sono università sia statali che private.
La Human Rights Measurement Initiative (HRMI) rileva che il Camerun sta soddisfacendo solo il 73,0% di ciò che dovrebbe soddisfare per il diritto all'istruzione in base al livello di reddito del paese. L'HRMI suddivide il diritto all'istruzione esaminando i diritti sia all'istruzione primaria che a quella secondaria.

## Sfondo
Dopo l'indipendenza in Camerun furono utilizzati due sistemi educativi separati: il sistema del Camerun d’oriente era basato sul modello francese, quello del Camerun occidentale sul modello britannico. L'unione dei due sistemi era considerata un simbolo dell'integrazione nazionale tra il Camerun occidentale e quello orientale. I due sistemi furono fusi nel 1976, ma la loro fusione non ebbe molto successo. Poco dopo l’indipendenza, la lingua francese era considerata quella principale del paese, ma con l’avvento dell’inglese come prima lingua commerciale nel mondo, l’equilibrio si spostò su quest’ultima. Le scuole missionarie cristiane sono state una parte importante del sistema educativo, ma la maggior parte dei bambini non può permettersele e sono costretti a scegliere scuole statali. L'istruzione diventa quindi obbligatoria fino all'età di 12 anni, appena vengono completati i 6 anni di scuola primaria. L’istruzione era gratuita ma le uniformi, i libri ecc. venivano forniti dai genitori e gli studenti del livello terziario ricevevano denaro mensilmente ai tempi del presidente Amadou Ahidjo e, per i primi anni del presidente Paul Biya. Le tasse di iscrizione alla scuola secondaria sono elevate e quindi inaccessibili per molte famiglie. Il paese dispone di istituzioni per la formazione degli insegnanti e l'istruzione tecnica. Vi è, tuttavia, una tendenza crescente da parte degli studenti più ricchi e istruiti a lasciare il Paese per studiare e vivere all’estero.

### Legislazione
La Costituzione dice che "lo Stato garantisce il diritto del bambino all'istruzione (e che) l'istruzione primaria deve essere obbligatoria", tuttavia il governo ha evitato il linguaggio dei diritti umani e si riferisce solo a "pari opportunità di accesso all'istruzione".

## Statistiche
| informazioni generali                                                               | Statistiche |
| ----------------------------------------------------------------------------------- | ----------- |
| Anni di scolarizzazione attesi (in media)                                           | 12 anni     |
| Tasso di alfabetizzazione degli adulti (persone di 15 anni e più, entrambi i sessi) | 71,3%       |
| Anni medi di scolarizzazione (adulti)                                               | 5,9 anni    |
| Indice di istruzione                                                                | 520         |
| Iscrizione lorda combinata all'istruzione (entrambi i sessi)                        | 60.4        |

Tasso di alfabetizzazione % per regione

Secondo i dati registrati per il 2011, il 47,7% delle ragazze e il 56,7% dei ragazzi hanno frequentato la scuola primaria. I lavoratori domestici generalmente non sono autorizzati dai loro datori di lavoro a frequentare la scuola. Uno studio governativo del 2004 ha rilevato che esiste un ampio divario tra la capacità delle scuole e il numero di potenziali studenti. Secondo lo studio, le scuole materne servivano solo il 16% della potenziale popolazione studentesca. All’interno del sistema scolastico, le province del se erano quelle più svantaggiate, con solo il 5,7% di tutti gli insegnanti che lavoravano nelle province di Adamawa, Nord ed Estremo Nord messe insieme. Dopo questi risultati, il governo camerunese ha lanciato un programma triennale per costruire e rinnovare le scuole, migliorare le competenze degli insegnanti e fornire materiale didattico, che apparentemente è stato rinnovato nel 2010. I problemi tuttavia non sono da considerarsi risolti: l'appropriazione indebita dei fondi scolastici è considerata il problema principale nell'istruzione primaria; la metà delle scuole primarie statali del campione ha segnalato problemi con i propri edifici (solo il 19% delle scuole ha servizi igienici funzionanti, il 30% ha accesso a un rubinetto dell'acqua e appena il 30% ha tavoli e panche sufficienti per gli studenti); assenteismo degli insegnanti e scarsa attuazione e applicazione di norme e regolamenti

## Struttura del sistema educativo
Il sistema educativo in Camerun è diviso in scuola primaria (sei anni, obbligatoria), secondaria (cinque anni), scuola superiore (due anni) e terziaria (Università). Esistono due sistemi di istruzione secondaria separati, a seconda che si applichi il modello coloniale francese o britannico. In termini generali, però, la fase secondaria comprende un livello inferiore (scuola media) e uno superiore (scuola superiore). Per la maggior parte dei giovani questa distinzione rimane accademica, perché i loro genitori non sono in grado di sostenere le spese della scuola secondaria. Gli studenti che si diplomano in un programma di scuola secondaria quinquennale devono sostenere il livello ordinario GCE, mentre quelli che si diplomano in un programma di scuola superiore biennale devono sostenere il livello avanzato GCE. Finora, il livello avanzato GCE e il Baccalaureato (l’equivalente francese del rendimento accademico) sono le due principali qualifiche di accesso agli istituti di istruzione superiore. Dopo la scuola secondaria c'è la possibilità di intraprendere degli “studi professionali”, corsi rivolti alle persone disoccupate sotto la responsabilità del Ministero del Lavoro.

### Scala di classificazione
Fonte:

#### Scala di valutazione francese
| Scala       | Descrizione del grado         | Grado statunitense | Appunti                                                                      |
| ----------- | ----------------------------- | ------------------ | ---------------------------------------------------------------------------- |
| 15.00-20.00 | Très bien (molto buono)       | UN                 |                                                                              |
| 13.00-14.99 | Bien (buono)                  | UN-                |                                                                              |
| 12.00-12.99 | Assez bien (abbastanza buono) | B+                 |                                                                              |
| 11.00-11.99 | Passabile (soddisfacente)     | B                  |                                                                              |
| 10.00-10.99 | Moyen (sufficiente)           | C                  |                                                                              |
| 0.00-9.99   | Insuffisant (insufficiente)   | F                  | Fallimento (può essere considerato superato se viene superato l'intero anno) |

#### Scala di valutazione inglese
| Scala | Descrizione del grado | Divisione           | Grado statunitense |
| ----- | --------------------- | ------------------- | ------------------ |
| UN    | Prima classe          |                     | UN                 |
| UN-   | Seconda classe        | Divisione superiore | A− / B+            |
| B     | Seconda classe        | Divisione inferiore | B                  |
| C+    | Passaggio             |                     | C                  |

## Istruzione primaria e secondaria

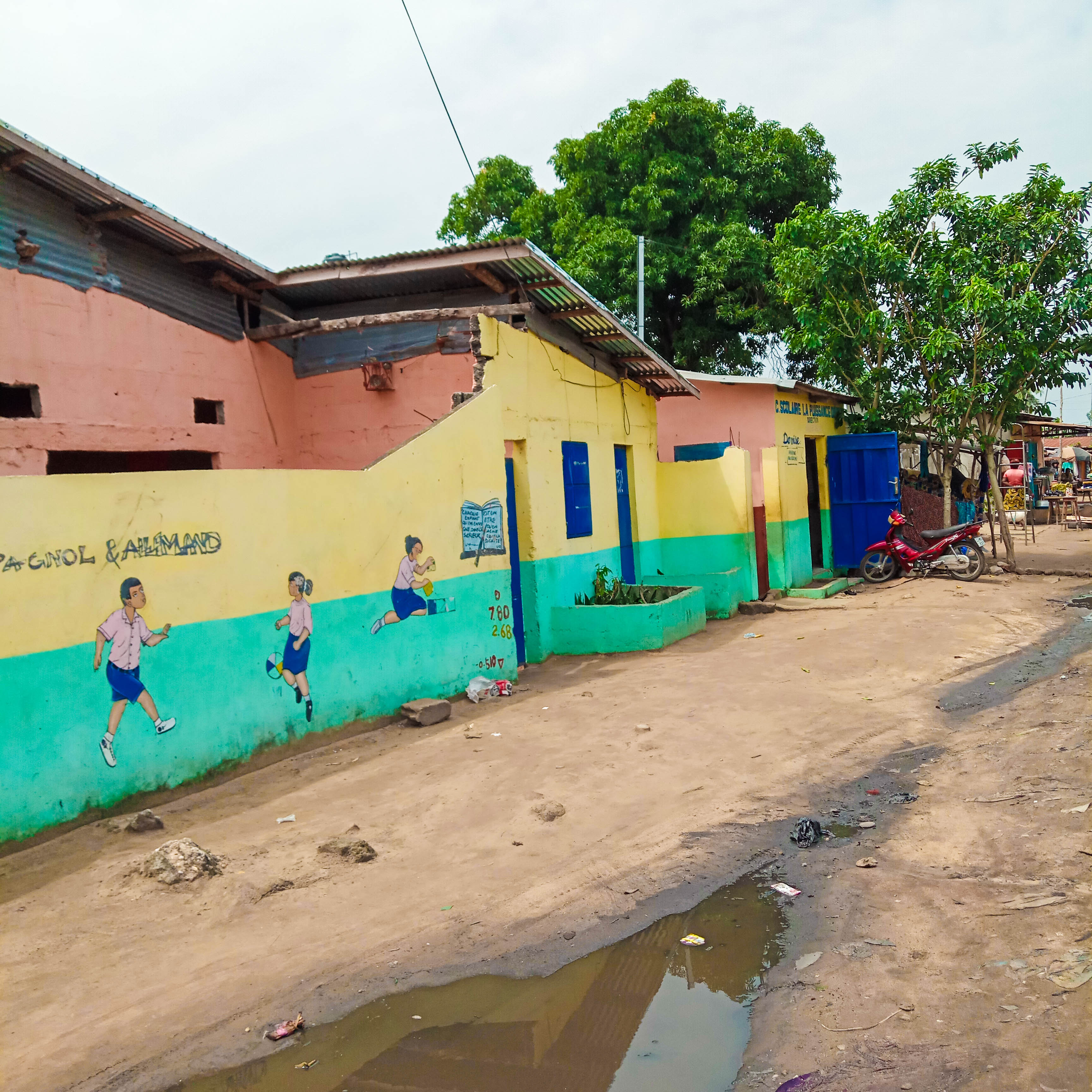
Scuola elementare a Godomey.

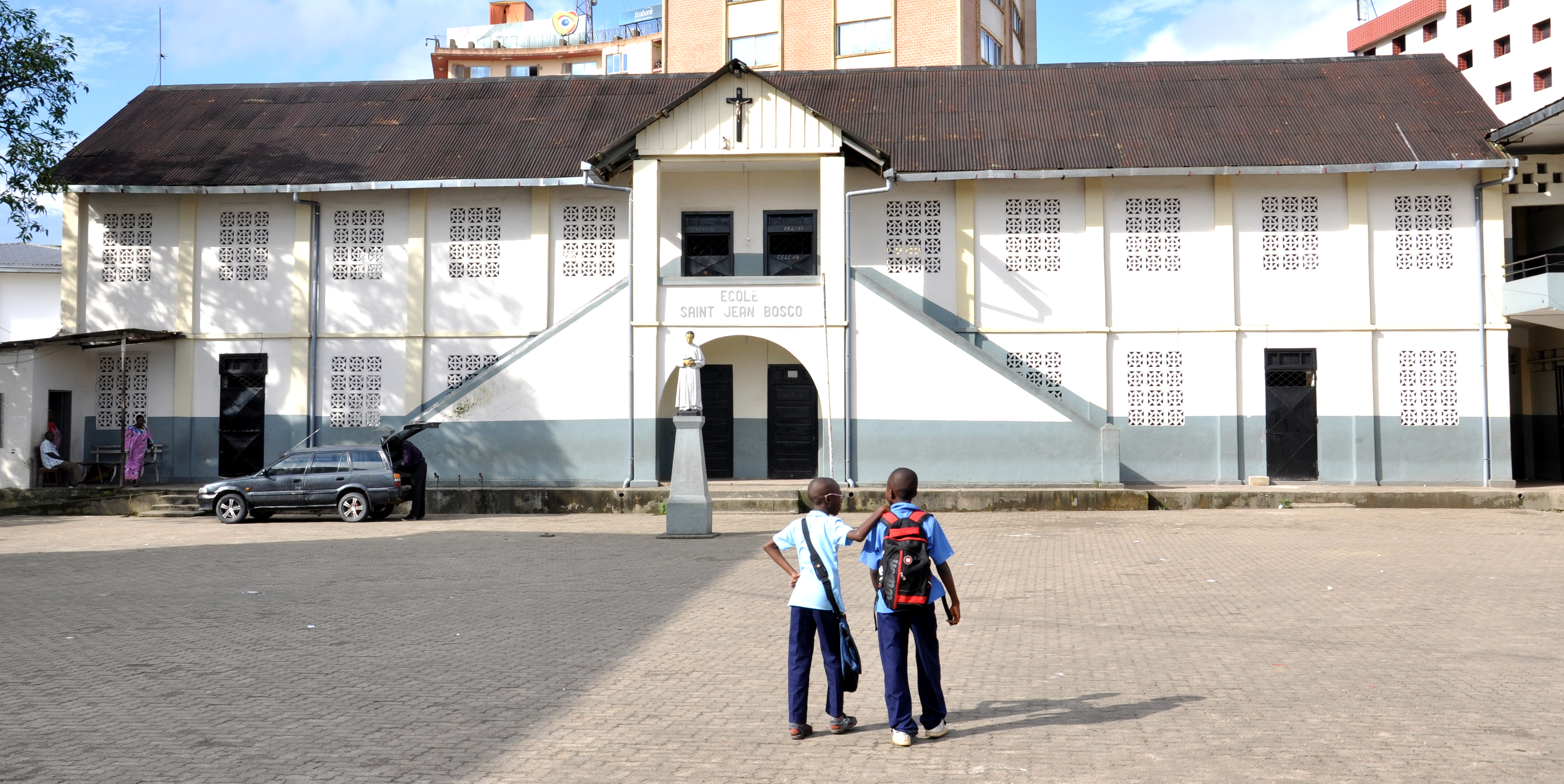
Scuola San Giovanni Bosco di Douala.

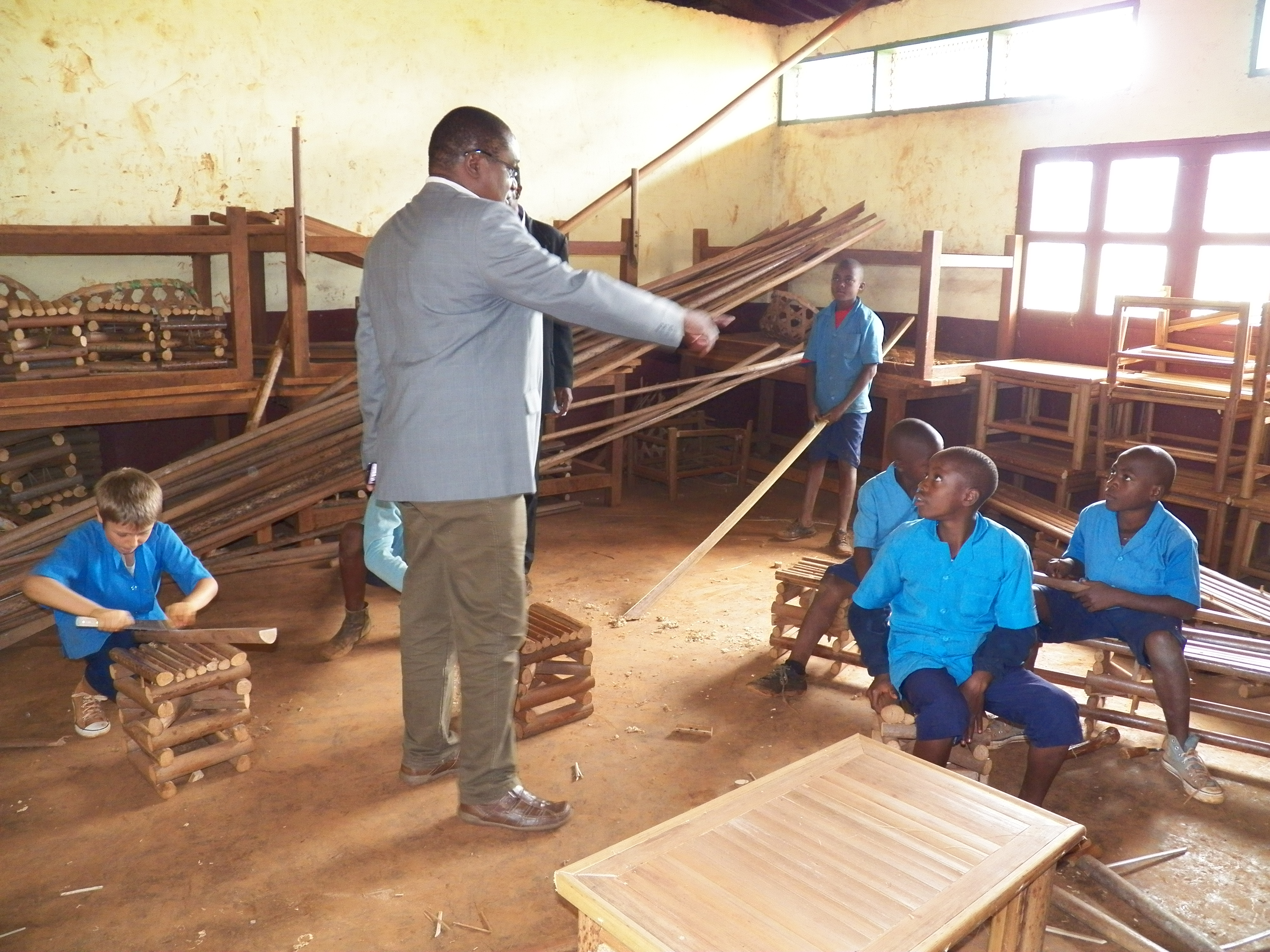
Formazione professionale a Mbô (Bandjoun).

Nel 2002, il tasso lordo di iscrizione alla scuola primaria era del 108%. I tassi lordi di iscrizione si basano sul numero di studenti formalmente iscritti alla scuola primaria e non concernano necessariamente la frequenza effettiva della scuola. Nel 2001, ben il 64% dei bambini che iniziavano la scuola primaria avevano buone probabilità di raggiungere la quinta elementare
Nel 2001, il Comitato delle Nazioni Unite sui diritti dell’infanzia ha individuato una serie di problemi relativi al sistema educativo in Camerun, tra cui le disparità in aree rurali, urbane e regionali nella frequenza scolastica; l'accesso limitato all’istruzione formale e professionale per i bambini con disabilità; bambini che restano indietro nell'istruzione primaria; un alto tasso di abbandono; mancanza di insegnanti della scuola primaria; e violenza e abusi sessuali contro i bambini nelle scuole. I lavoratori domestici generalmente non sono autorizzati dai loro datori di lavoro a frequentare la scuola.
Il tasso di alfabetizzazione degli adulti è del 67,9%. Nelle zone meridionali del Paese sono iscritti alle classi quasi tutti i bambini in età di scuola primaria. Tuttavia, nel nord, che è sempre stata la parte più isolata del Camerun, la registrazione è più bassa. Molti degli studenti in Camerun non vanno oltre il livello primario. Negli ultimi anni si è verificata una tendenza crescente da parte degli studenti più brillanti a lasciare il Paese per studiare all'estero e stabilirsi lì: questa è la nota "fuga dei cervelli".
Al vertice della struttura educativa c'è l'Università di Yaoundé. Vi è, comunque, una tendenza crescente da parte degli studenti più ricchi e istruiti a lasciare il Paese per vivere e/o studiare.

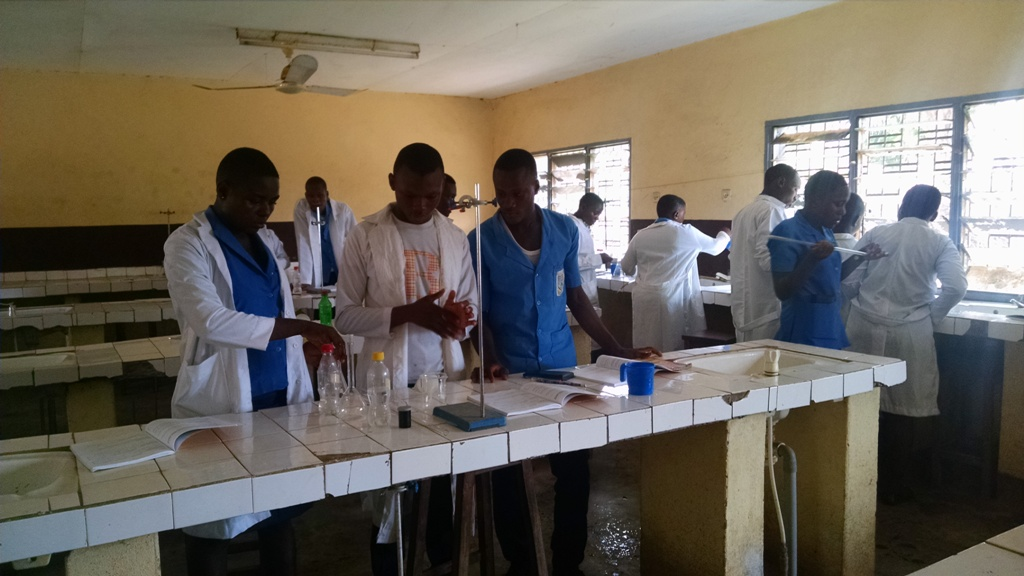
Studenti del laboratorio di scienze del GBHS Tiko

Gli ultimi due anni della scuola secondaria, dopo i Livelli GCE O, sono indicati come scuola superiore. Una scuola superiore fa parte della scuola secondaria ma in Camerun è abituale parlare di scuola secondaria per una scuola che termina agli O Levels e di scuola superiore per quella che offre il programma completo di istruzione secondaria di 7 anni.

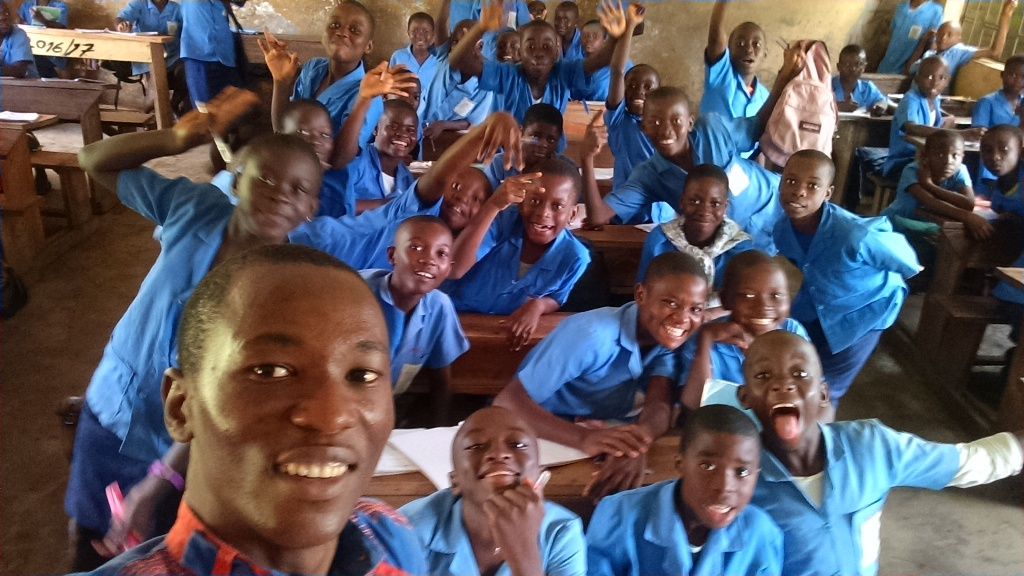
Studenti di informatica in classe

L'anno accademico in Camerun va da settembre a giugno, periodo in cui vengono scritti gli esami di fine anno. Il General Certificate of Education (noto come GCE), sia di livello Ordinario che Avanzato, sono i due esami più qualificanti (e importanti) nella parte anglofona del Camerun. Gli studenti che si diplomano in un programma di scuola secondaria quinquennale devono sostenere il certificato generale di istruzione di livello ordinario, mentre quelli che si diplomano in un programma di scuola superiore biennale devono sostenere il Certificato Generale di istruzione di livello avanzato. Per adesso, il livello avanzato GCE e il Baccalaureato sono le due principali qualifiche di accesso agli istituti di istruzione superiore del Camerun.

## Istruzione superiore

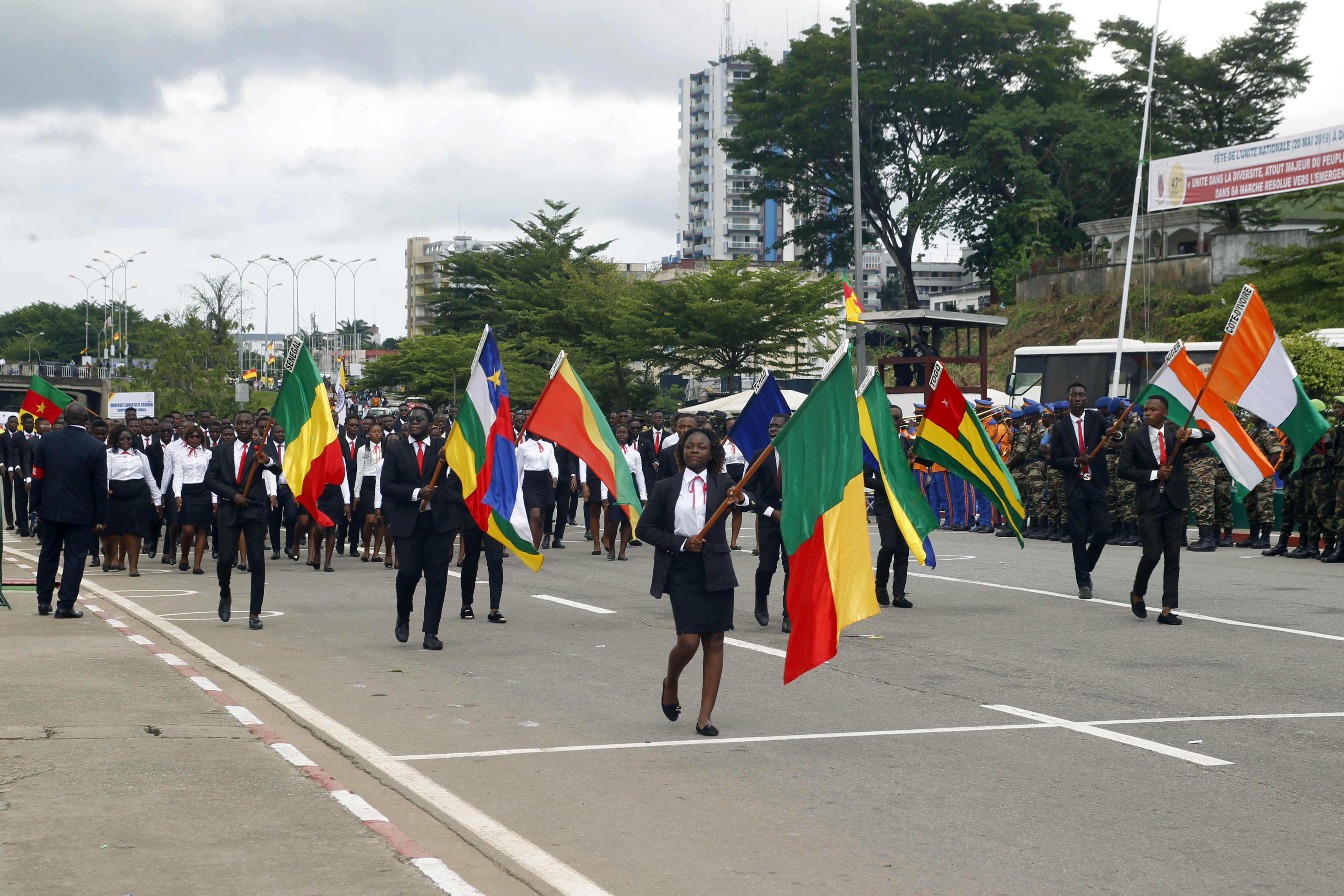
Studenti alla parata della Giornata Nazionale nel 2019 a Douala

Sebbene il Camerun vanti un vasto numero di istituzioni accademiche junior molto buone, le istituzioni superiori sono piuttosto carenti. Ci sono otto università statali a Buea, Bamenda, Douala, Dschang, Maroua e Ngaoundere e Yaounde (I e II). Ci sono alcune fiorenti università private come l'Università di Scienza e Tecnologia di Bamenda (BUST), l'Università Internazionale di Bamenda, l'Istituto Superiore per lo sviluppo e la formazione professionale di Bamenda e l'Università Fotso Victor nella provincia occidentale.

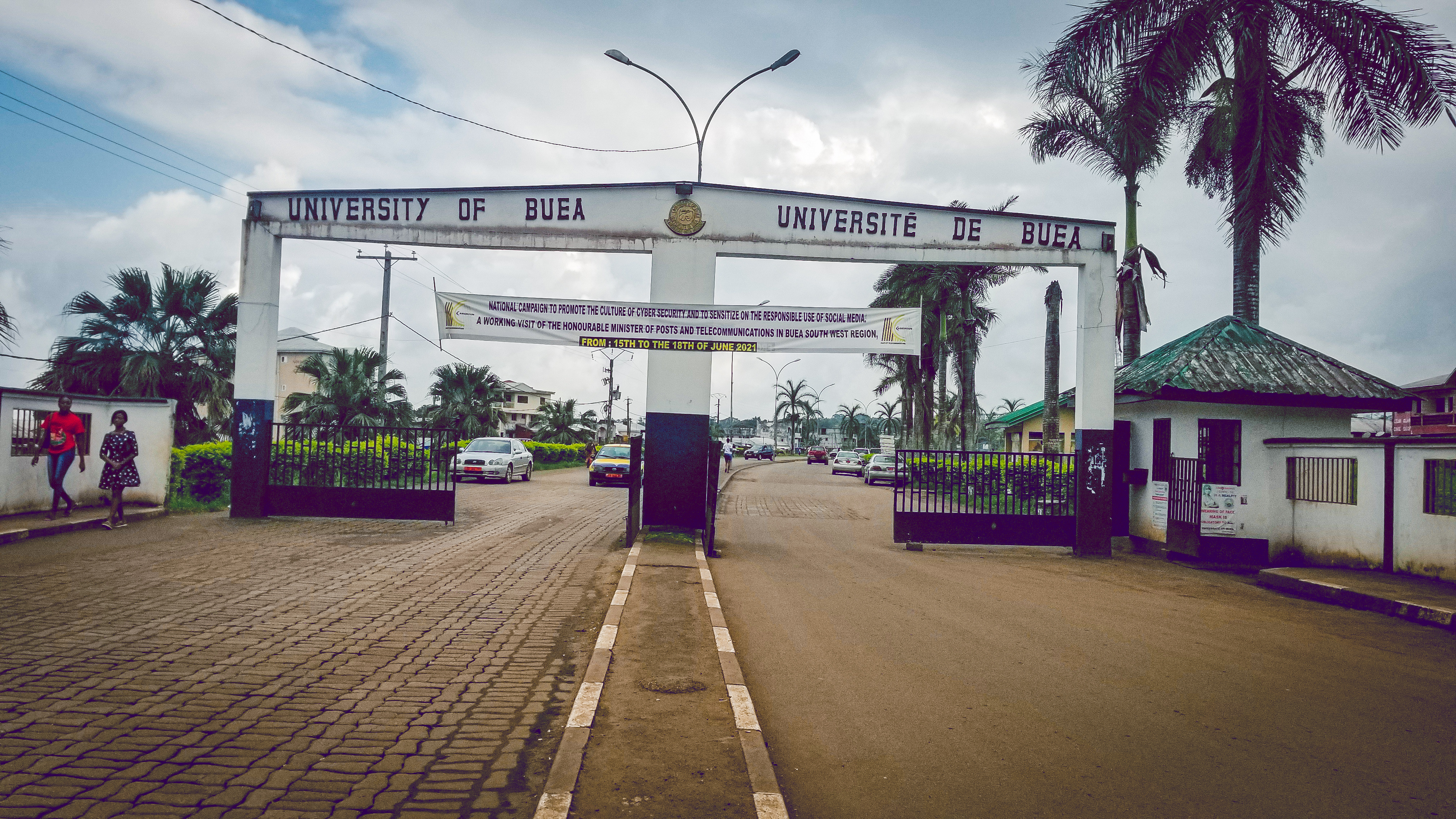
Giunzione UB

L'Università di Buea, l'Università di Yaoundé I e l'Università di Yaoundé II sono le uniche università in stile anglosassone. L'Università di Bamenda, operativa dal 2011, è bilingue. Il resto delle università del Camerun seguono il modello francofonico, anche se in linea di principio sono considerate istituzioni bilingui. Le università del Camerun sono rigorosamente gestite dal governo centrale. Il ministro dell'istruzione superiore è il rettore di tutte le università statali del Camerun.
Rispetto ai paesi vicini, il Camerun gode generalmente di calendari accademici stabili. Nel complesso, l'istruzione superiore del Camerun è stata un successo sin dall'indipendenza, con migliaia di laureati per lo più assunti dal servizio pubblico nazionale. Ci sono, però, studenti che escono e che applicano le loro competenze in paesi che sono già sviluppati, invece di restare a casa e migliorare le cose. Il governo sta facendo poco o niente per frenare questa fuga di cervelli.
Tuttavia, un numero emergente di istituti privati di istruzione tecnica superiore come l’American Institute of Camerun AIC, la Nacho University, la Maaron Business School, il Fonab Polytechnic e tanti altri stanno iniziando a rimodellare il metodo di istruzione prevalentemente generale che per oltre tre decenni è stato il territorio della maggior parte degli studenti anglofoni in Camerun.
Le otto università pubbliche in Camerun includono:
- Università di Bamenda

- Università di Buea
- Università di Douala

- University of Dschang
- University of Maroua
- University of Ngaoundere
- University of Yaounde I
- University of Yaounde II

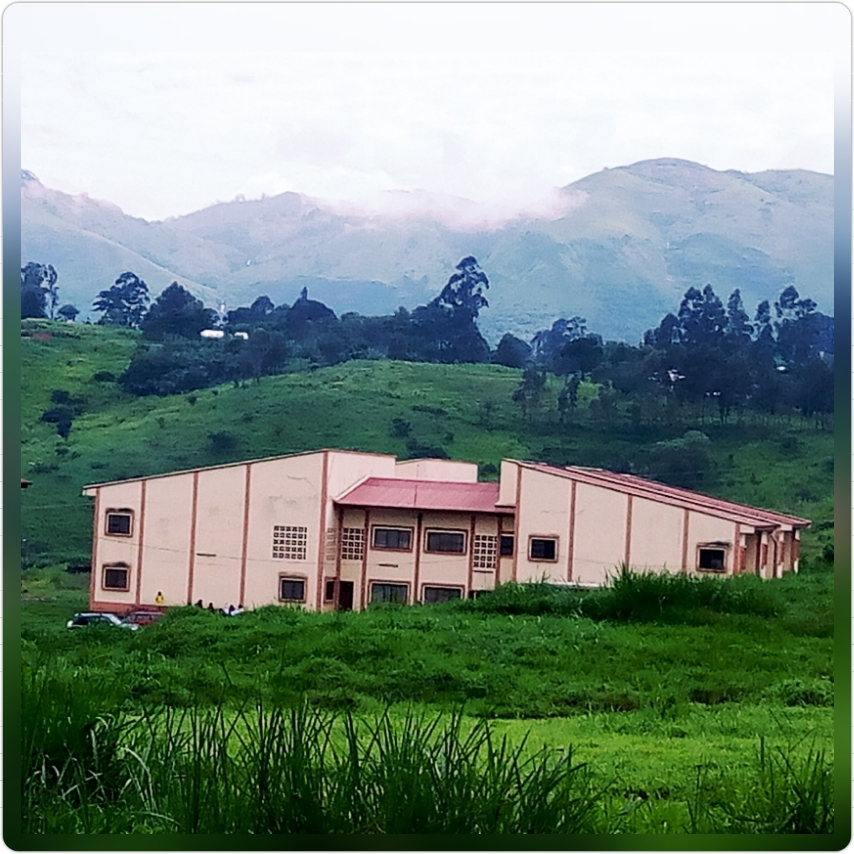
Bambili, università di Bamenda

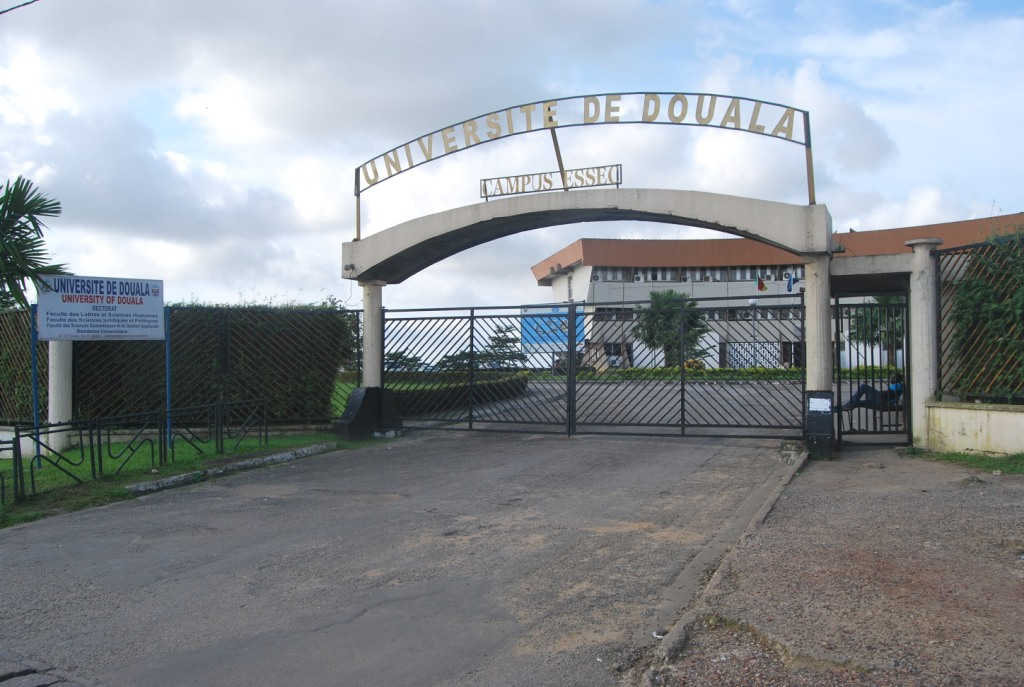
Campus de l'essec

Altre università in Camerun includono:
- Seminario Maggiore Regionale San Tommaso d'Aquino (Bambui)
- L'Università dell'Università delle Tecnologie dell'Informazione e della Comunicazione (Università ICT) ( Yaoundé, Camerun )
- Università della Scienza e della Tecnologia di Bamenda (Bambui)
- Università Cattolica del Camerun, Bamenda (Bambui)
- Politecnico Fomic, Buea ( Buea, www.fomicgroup.cm )
- Università Internazionale, Bamenda: sito web, Facebook
- Istituto Universitario della Diocesi di Buea (due campus)
- Università di Maroua
- ST Monica L'Università Americana, Camerun, Buea (Bulu Buea) smuedu.org
- Istituto Americano del Camerun, Ndop
- Università Cattolica dell'Africa Centrale (Yaoundé)
- Istituto di Relazioni Internazionali del Camerun
- Scuole di istruzione superiore Siantou e Ndi Samba (Yaoundé)
- Istituto di Scienze Mediche e Biomediche dell'Università St Louis di Bamenda
- Politecnico Nazionale Bambui
- Università San Girolamo di Douala
- Istituto Université de l'coté Douala
- Istituto Superiore per lo Sviluppo e la Formazione Professionale (HIPDET)

## Finanziamento
La spesa pubblica del Camerun per l'istruzione nel 2011, secondo l'UNESCO, ammontava al 3,7% del PIL.

## Problemi di istruzione

### Insegnanti
Il distacco degli insegnanti è una ragione generalmente considerata come un grande fattore che contribuisce allo scarso livello di istruzione nel paese. Gli insegnanti dei sottosistemi inglese e francese, per ragioni culturali e storiche, operano ancora separatamente nel sistema educativo, e questo impedisce "agli insegnanti di sviluppare un repertorio pedagogico congiunto su questioni professionali e di impegnarsi in dibattiti produttivi attorno a nuovi discorsi e repertori", anche se come privati "appaiono aperti alle sfide del Camerun moderno e alla comunicazione multilingue nei grandi centri urbani".

### Recensione del libro di testo
Fonte:
Nel 1995, il Forum nazionale sull’istruzione ha fortemente raccomandato “l’inserimento delle conoscenze e delle pratiche locali nel curriculum scolastico per rendere il sistema educativo più rilevante per gli studenti”. Per questo, l'Istituto di Pedagogia Applicata Rurale (IRAP) ha messo a punto programmi adattati e una formazione integrata che combinasse conoscenze generali con pratiche di lavoro (agricoltura, zootecnia, pollame, muratura, falegnameria, ecc.). Tuttavia, il sistema non era perfettamente equilibrato: le materie tradizionali (cioè matematica, scienze, lingua francese) erano adeguatamente sviluppate, mentre le nuove materie non venivano studiate per adattarsi alle diverse situazioni, né venivano considerate altre esigenze. Il progetto non è stato un completo fallimento: alcune iniziative erano infatti interessanti e hanno dimostrato che l'approccio era in qualche modo corretto, ma andava studiato con maggiore precisione – possibilmente integrando anche le esperienze di insegnanti e studenti, anche esterni alla scuola.

### Le lingue
La fusione dei due sottosistemi camerunesi si tratta di un problema reale, poiché incide sulle possibilità di riformare il sistema in modo più competitivo ed efficiente. Un altro problema è la totale mancanza di un programma per includere le lingue locali nel sistema educativo. Le ragioni principali sono il mancato sostegno del governo alla proposta: poiché in Camerun ci sono più di 270 lingue locali, scegliere una lingua da insegnare in tutto il Paese "genererebbe sentimenti politici di superiorità che può mettere in pericolo l’unità nazionale”. Esistono alcuni programmi (sia pubblici che privati) per insegnare queste lingue locali a scuola e in altre strutture, ma ci sono comunque sentimenti contrastanti nei loro confronti: sono quelle più parlate nella vita ordinaria dei camerunensi, ma c'è ancora uno “stigma sociale” verso coloro che non possono parlare altro che una lingua indigena; al contrario, avere una buona conoscenza dell'inglese o del francese è motivo di orgoglio (soprattutto gli insegnanti sono propensi a "mettersi in mostra"), ma gli alunni non sono comunque stimolati ad usarli a casa, a causa del basso livello di alfabetizzazione nelle famiglie.

### Educazione degli studenti con bisogni speciali
Nel 2010, il Comitato delle Nazioni Unite sui diritti dell'infanzia ha dichiarato che "c'è una grande preoccupazione per la continua discriminazione tra i bambini nel godimento dei loro diritti. C'è, in particolare, la preoccupazione per il fatto che le ragazze, i bambini indigeni, i bambini con disabilità, i bambini rifugiati, i bambini provenienti da zone rurali povere e i bambini che vivono in situazioni di strada soffrano di particolari svantaggi per quanto riguarda l'istruzione e l'accesso ai servizi sanitari e sociali."

### Impatto della violenza di Boko Haram
Le scuole nella regione dell’estremo nord, come Fotokol, sono state colpite dall’insurrezione di Boko Haram, che si è estesa alle aree di confine dalla vicina Nigeria . Nel gennaio 2015, molte scuole nell'estremo Nord non hanno riaperto immediatamente dopo le vacanze di Natale in seguito agli scontri in Camerun del dicembre 2014, ed è stato riferito che "migliaia di insegnanti, studenti e alunni sono fuggiti dalle scuole situate lungo il confine a causa di sanguinosi scontri intestini tra l'esercito camerunese e i presunti militanti di Boko Haram ." L'esercito camerunese ha radunato delle forze per garantire la sicurezza degli studenti che frequentano le scuole.